# Heinrich Reiner

Heinrich Reiner

Heinrich Reiner (* 10. Dezember 1892 in Hof; † 15. Januar 1946 im Lager Georgensgmünd bei Nürnberg) war ein deutscher Politiker (NSDAP).

## Leben
Nach dem Besuch der Volksschule und des humanistischen Gymnasiums in Regensburg trat Reiner 1913 als Fahnenjunker in das 4. Pionier-Bataillon der bayerischen Armee ein. Im September 1914 wurde er zum Leutnant befördert. Von 1914 bis 1918 nahm er am Ersten Weltkrieg teil, in dem er als Pionier- und Fliegeroffizier an der Westfront kämpfte. 1917 wurde er zum Adjutanten des Generals der Pioniere beim AOK 6 ernannt. 1918 folgte die Beförderung zum Oberleutnant.
Nach Kriegsende wurde er zum Kompanieführer im 4. Pionier-Bataillon in Ingolstadt ernannt. Im März 1919 wurde er zum Freikorps Epp beurlaubt, in dem er Aufgaben als Werbeoffizier übernahm. Von Juni bis Oktober 1919 bekleidete er ein Kommando an der Offizierschule in München. Später wurde er Oberleutnant im Reichswehr-Pionier-Bataillon 21 der Reichswehr-Schützen-Brigade 21. Später wurde er ins Reichswehr-Pionier-Bataillon 7 versetzt. Im April 1920 nahm er seinen Abschied. Von 1920 bis 1931 war Reiner als Ingenieur in der Bau- und Elektrogroßindustrie tätig.
Im April 1923 trat er in die NSDAP ein, nach dem Parteiverbot engagierte er sich in NS-Ersatzorganisationen und trat der Partei nach Aufhebung des Verbots zum 1. Juli 1929 wieder bei (Mitgliedsnummer 136.661). Ab 1932 war er hauptamtlich in der Partei tätig und wurde unter anderem Adjutant von Jakob Sprenger. Wenige Wochen nach der nationalsozialistischen Machtübernahme wurde er im Juli 1933 zum Regierungsrat beim Reichsstatthalter in Hessen ernannt. Von August 1934 bis Juni 1937 amtierte Reiner als Stellvertreter des Gauleiters des Gaues Hessen-Nassau und führte danach diesen Titel ehrenhalber. Im April 1935 wurde er Stellvertreter des Führers der hessischen Landesregierung und des Reichsstatthalters in Hessen. Im Januar 1936 folgte die Ernennung zum hessischen Staatsrat und im Januar 1938 die zum hessischen Staatssekretär.
Im Juni 1935 übernahm er zudem Aufgaben als Präsident des Deutschen Roten Kreuzes (DRK). Im Januar 1938 wurde er Landesführer des Deutschen Roten Kreuzes (Landesstelle XII). Hinzu kam das Amt des Leiters des Zweckverbandes Oberhessische Versorgungsbetriebe sowie die Mitgliedschaft im Aufsichtsrat der Südwestdeutschen Flugbetriebs AG der Rhein Main Luftschiffhafen GmbH und der Preußischen Elektrizitäts AG.
Vom 29. März 1936 bis zum Ende der NS-Herrschaft im Frühjahr 1945 saß Reiner außerdem als Abgeordneter für den Wahlkreis 33 (Hessen) im Reichstag.
Wegen einer Erkrankung ließ er ab 1944 das Tagesgeschäft ruhen. Anfang April 1945 wurde er von Angehörigen der US-Armee festgenommen und anschließend interniert. Mitte Januar 1946 starb er im Lager Georgensgmünd.